# Condado de Madison (Indiana)
El condado de Madison (en inglés: Madison County), fundado en 1823, es uno de 92 condados del estado estadounidense de Indiana. En el año 2000, el condado tenía una población de 133 358 habitantes y una densidad poblacional de 114 personas por km². La sede del condado es Anderson. El condado recibe su nombre en honor a James Madison.

## Geografía
Según la Oficina del Censo, el condado tiene un área total de 1173 km², de la cual 1171 km² es tierra y 3 km² (0.17%) es agua.

### Condados adyacentes
- Condado de Grant (norte)
- Condado de Delaware (este)
- Condado de Henry (sureste)
- Condado de Hancock (sur)
- Condado de Hamilton (oeste)
- Condado de Tipton (noroeste)

## Demografía
Según la Oficina del Censo en 2007, los ingresos medios por hogar en el condado eran de $38 925 y los ingresos medios por familia eran $46 663. Los hombres tenían unos ingresos medios de $35 585 frente a los $23 719 para las mujeres. La renta per cápita para el condado era de $20 090. Alrededor del 9.30% de la población estaban por debajo del umbral de pobreza.

## Municipalidades

### Ciudades y pueblos
- Alexandria
- Anderson
- Chesterfield
- Country Club Heights
- Edgewood
- Elmhurst
- Elwood
- Frankton
- Ingalls
- Lapel
- Markleville
- Orestes
- Pendleton
- River Forest
- Summitville
- Woodlawn Heights

### Áreas no incorporadas
- Alida
- Birchim
- Byron
- Door Village
- Duneland Beach
- Fish Lake
- Hanna
- Hesston
- Holmesville
- Hudson Lake
- Lake Park
- Mill Creek
- Otis
- Pinhook
- Pinola
- Plainfield
- Riverside
- Rolling Prairie
- Salem Heights
- Smith
- South Center
- South Wanatah
- Springfield
- Stillwell
- Thomaston
- Tracy
- Union Mills
- Waterford
- Wellsboro
- Wilders

### Municipios
El condado de Madison está dividido en 14 municipios:
- Adams
- Anderson
- Boone
- Duck Creek
- Fall Creek
- Green
- Jackson
- Lafayette
- Monroe
- Pipe Creek
- Richland
- Stony Creek
- Union
- Van Buren